# Mads Eriksen Bølle
Mads Eriksen Bølle (–1539) var en dansk rigsråd, lensmand og godsejer, som holdtes fanget i reformationstiden.
Broder til Eiler Eriksen Bølle, arvede Orebygård efter sin mor og blev 1505 af sin slægtning biskop Johan Jepsen (Ravensberg) i Roskilde for sin, sin hustrus og sin søn Eriks livstid forlenet med Tureby, Spanager og Egby, der hørte til bispegodset, samt fra 1507-15 tillige med St. Agnetes Kloster i Roskilde.
Allerede i Kong Hans' tid optaget i Rigsrådet blev han kort efter Christian 2.'s tronbestigelse ridder. 1523 deltog han i Københavns belejring på Frederik 1.'s side.
Da Christian 2. 1531 ventedes, var han blandt de rigsråder, der førte befalingen i København, og udvirkede tillige med flere andre rigsråder på samme tid, at Frue Kirke atter gaves tilbage til katolikkerne.
Han må således anses for at høre til rigsrådets katolsksindede flertal, om han end på Herredagen 1533 efter Frederik 1.'s død ikke synes at have deltaget i de mest yderliggående katolske skridt.
Under Grevefejden måtte han ligesom de øvrige østdanske råder slutte sig til Grev Christoffer, men blev alligevel i jan. 1535 tillige med sin søn Erik og en del andre adelsmænd ført som fange til København.
Senere stævnede han Sakskøbings borgere, fordi de havde røvet hans gods, formodentlig på Orebygaard.
I København holdtes han i varetægt, indtil han i begyndelsen af 1536 tillige med de øvrige adelsmænd sendtes som fange til Meklenborg.
Først efter Københavns overgivelse løslodes han her fra, men overleveredes til Christian 3.'s varetægt,
hvis nåde han først genvandt ved en revers af 28. okt. samme år.
Af sær kongelig nåde beholdt han sine forleninger, men genoptoges ikke i rigsrådet.

## Familie
Gift med Birgitte Clausdatter Daa fra Ravnstrup.
Far til ovenstående rigsråd Erik Bølle og en datter, Dorthe, gift med rigsråd Knud Rud til Vedbygaard.